# Urtlfing
Urtlfing ist ein Gemeindeteil der Stadt Dorfen im oberbayerischen Landkreis Erding.

## Lage
Das Dorf Urtlfing liegt auf der Gemarkung Grüntegernbach in der Luftlinie 3,5 Kilometer nordöstlich des Stadtzentrums von Dorfen.

## Geschichte
Der Ort war im Hochmittelalter Sitz einer Ortsadligen-Familie, deren Sedlhof  mit dem Angehörigen Dietmar de Urslofingen in Urkunden von 1138–47 als Zeuge genannt wird.

## Bevölkerungsentwicklung
Um 1871 gab es in Urtlfing 46 Einwohner. Um 1970 stieg die Bevölkerungszahl auf 59 Einwohner an. Im Mai 1987 lebten dort 52 Einwohner in zehn Wohngebäuden, die in zwölf Wohnungen aufgeteilt waren.
| Jahr      | 1871 | 1925 | 1950 | 1970 | 1987 |
| Einwohner | 46   | 52   | 55   | 59   | 52   |